# Micii sportivi
Micii sportivi este un film românesc din 1988 regizat de Isabela Petrașincu.